# Skjálfandafljót

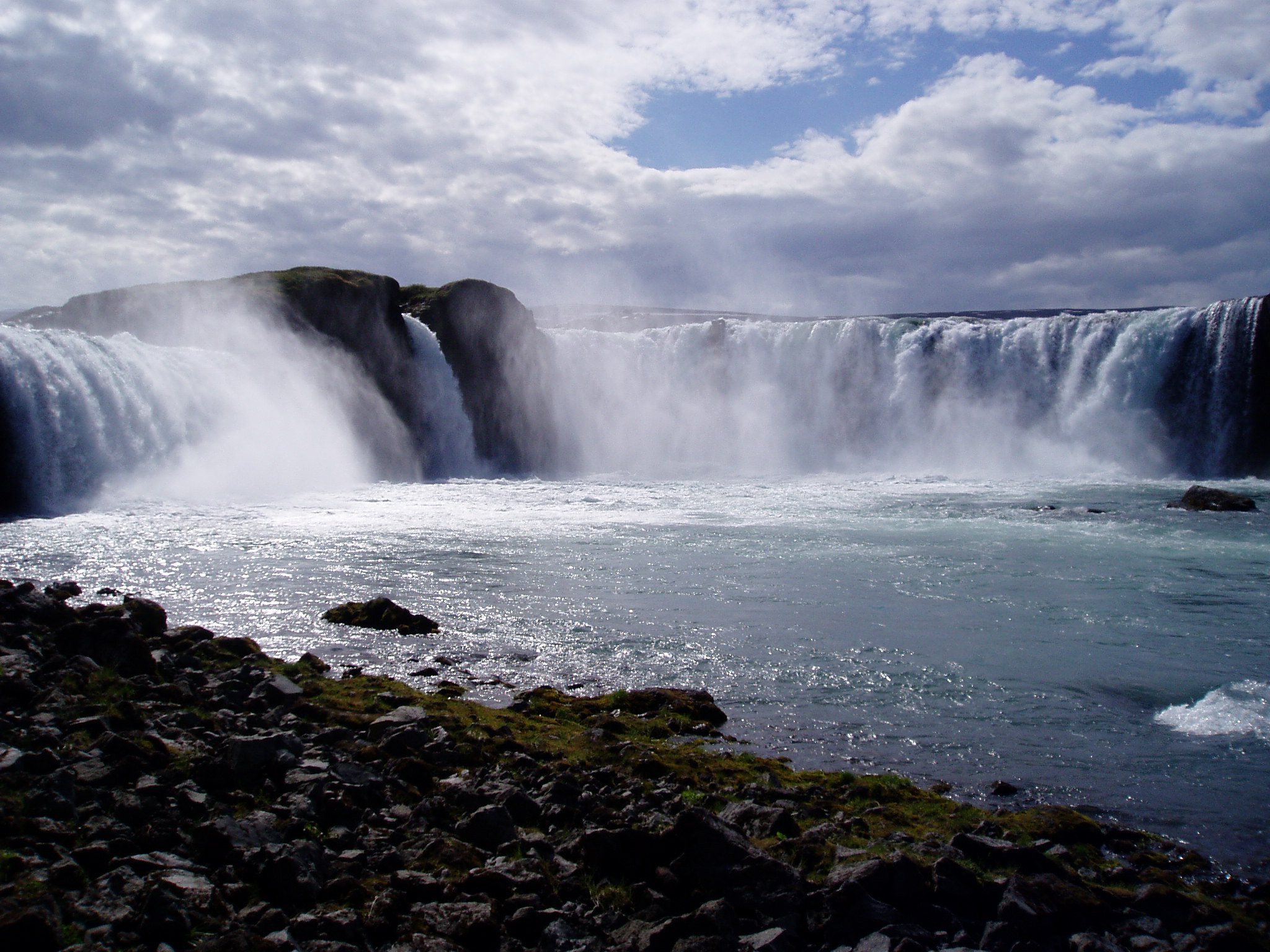
Le cascate di Goðafoss

Lo Skjálfandafljót è un fiume dell'Islanda settentrionale. Nasce dal ghiacciaio Vatnajökull, il più grande dell'isola, e scorre verso nord per 178 km, gettandosi nella baia di Skjálfandi del Mare di Groenlandia.
Lungo il corso superiore forma le cascate di Aldeyjarfoss, alte 10 metri, e nel corso inferiore le cascate di Goðafoss, alte 12 metri e considerate tra le più belle dell'Islanda. La superficie del fiume è ghiacciata per gran parte dell'anno.